# Félines (Haute-Loire)
Félines is een gemeente in het Franse departement Haute-Loire (regio Auvergne-Rhône-Alpes) en telt 322 inwoners (1999). De plaats maakt deel uit van het arrondissement Brioude.

## Geografie
De oppervlakte van Félines bedraagt 20,1 km², de bevolkingsdichtheid is 16,0 inwoners per km².
De onderstaande kaart toont de ligging van Félines (Haute-Loire) met de belangrijkste infrastructuur en aangrenzende gemeenten.

## Demografie
Onderstaande figuur toont het verloop van het inwonertal (bron: INSEE-tellingen).